# Ratpenat constructor bilobat
El ratpenat constructor bilobat (Uroderma bilobatum) és una espècie de ratpenat de la família dels fil·lostòmids. Viu a Belize, Bolívia, el Brasil, Colòmbia, Costa Rica, l'Equador, El Salvador, la Guaiana Francesa, Guatemala, Guaiana, Hondures, Mèxic, Nicaragua, Panamà, el Perú, Surinam, Trinitat i Tobago i Veneçuela. El seu hàbitat natural són boscos de fulla perenne i de fulla caduca de terres baixes i està fortament associat amb el bosc multiestratal tropical humit, però també es pot trobar a les zones seques. No hi ha cap amenaça significativa per a la supervivència d'aquesta espècie.